# Фонте Сант'Анђело (Изернија)
Фонте Сант'Анђело је насеље у Италији у округу Изернија, региону Молизе.
Према процени из 2011. у насељу је живело 13 становника. Насеље се налази на надморској висини од 578 м.